# Ted Allsopp
Ted Allsopp (Victoria, Australia; 15 de agosto de 1926-Melbourne, Australia; 18 de enero de 2024) fue un atleta australiano especialista en la marcha atlética que participó en los Juegos Olímpicos.

## Carrera
Fue uno de los pioneros en la marcha atlética en Australia, dos veces campeón nacional en la prueba de 20 km marcha y tres veces campeón en la prueba de 50 km marcha. Tuvo su primera aparición en los juegos Olímpicos en la edición de Melbourne 1956 donde acabó en décimo lugar en la marcha de 20 km entre 21 participantes, mientras que en la prueba de marcha de 50km fue uno de los dos descalificados.
Su segunda y última aparición en Juegos Olímpicos se dio en Tokio 1964 en donde solo participó en la marcha de 50 km en la que terminó en el lugar 17 entre 39 participantes.
En 1966 tendría su mejor registro en la marcha de 50 km de 4:20.00 en Melbourne, mientras que su mejor registro en la marcha de 20 km fue de 1:33,25 en 1954.

## Títulos nacionales
- 20 km marcha: 1948, 1959
- 50 km marcha: 1958, 1962, 1970